# Xaver Affentranger
Xaver Affentranger est un spécialiste suisse du combiné nordique, un fondeur et sauteur à ski né le 1er décembre 1897 et mort à une date inconnue.

## Résultats

### Championnats du monde de ski nordique
- Championnats du monde de ski nordique 1925 à Johannisbad 
  -  Médaille de bronze.